# HMS Irresistible (1898)
Pour les autres navires du même nom, voir HMS Irresistible.
Le HMS Irresistible  était un cuirassé de type pré-dreadnought appartenant à la classe Formidable de la Royal Navy qui a servi durant la Première Guerre mondiale.

## Service

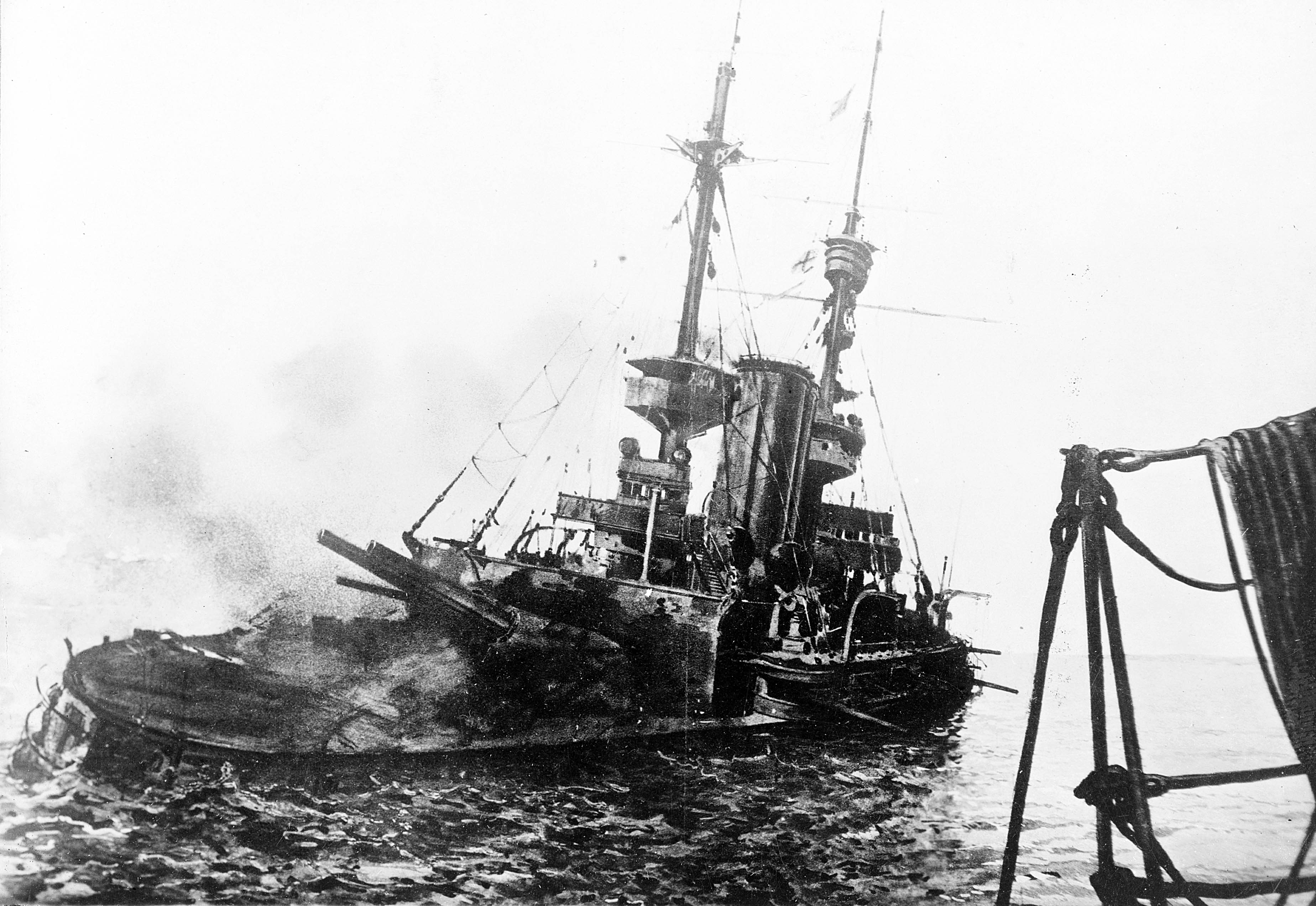
Le HMS Irresistible coule dans le détroit des Dardanelles.

- Bataille des Dardanelles